# EHF European League 2020-2021 (maschile)
L'EHF European League 2020-2021 è stata la 40ª edizione della EHF European League, la seconda coppa per club più importante d'Europa, organizzata dall'European Handball Federation (EHF).
A vincere il trofeo, il quarto della sua storia, è stato il Magdeburgo, che ha sconfitto in finale il Füchse Berlino per 28-25.

## Formula
Le qualificazioni consistono in due round di qualificazione. Al primo turno giocano le squadre con ranking più basso. I vincitori al termine delle gare di andata a e di ritorno passano al turno successivo. Al termine del secondo turno le squadre vincitrici si qualificano per la fase a gironi.
Per ogni turno la prima estratta al sorteggio gioca le partite in casa. Tuttavia, si può richiedere di giocare le gare di andata e ritorno nella stessa sede.

## Squadre partecipanti
| Fase a gironi              | Fase a gironi        | Fase a gironi          | Fase a gironi | Fase a gironi |
| -------------------------- | -------------------- | ---------------------- | ------------- | ------------- |
| CB Ademar León             | USAM Nîmes           | SC Magdeburgo          |               |               |
| Grundfos Tatabánya KC      | RK Eurofarm Pelister | Orlen Wisła Plock      |               |               |
| Dinamo Bucuresti           | Chekhovskye Medvedi  | Kadetten Schaffhausen  |               |               |
| HT Tatran Prešov           | Alingsås HK          | Beşiktaş Aygaz         |               |               |
| Round 2                    |                      |                        |               |               |
| RK NEXE Našice             | GOG Håndbold         | BM Benidorm            |               |               |
| Fenix Toulouse Handball    | Montpellier Handball | Füchse Berlino         |               |               |
| Rhein-Neckar Löwen         | Balatonfüredi KSE    | Sporting CP            |               |               |
| Round 1                    |                      |                        |               |               |
| HC Fivers WAT Margareten   | SKA Minsk            | HRK Gorica             |               |               |
| RK Dubrava                 | RK Spačva Vinkovci   | Bjerringbro-Silkeborg  |               |               |
| Skjern Handball            | TTH Holstebro        | Bidasoa Irun           |               |               |
| PAUC                       | MT Melsungen         | HEDO-B. Braun Gyöngyös |               |               |
| Valur                      | Handball Esch        | HC Butel Skopje        |               |               |
| HC Metalurg                | Haslum HK            | ØIF Arendal            |               |               |
| KS Azoty-Pulawy SA         | CF Belenenses        | SL Benfica             |               |               |
| AHC Dobrogea Sud Consatnta | AHC Potaissa Turda   | HC CSKA                |               |               |
| Dynamo-Victor              | RK Trimo Trebnje     | HC Kriens-Luzern       |               |               |
| Pfadi Winterthur           | HK Malmö             | IFK Kristiansad        |               |               |

## Round 1
Si parte dal Round 1, dove partecipano 30 squadre.
Le squadre sorteggiate per prime disputano gli incontri di andata in casa. Alcune squadre accettano di giocare sia l'andata che il ritorno nella stessa sede. 
Le squadre norvegesi e islandesi hanno deciso di non presentarsi agli incontri che le riguardavano a causa della pandemia di COVID-19: hanno perso entrambe le sfide 10-0 come da regolamento.
La sfida tra PAUC e Bidasoa Irun, come quella tra Esch e Pfadi Winterthur, è stata giocata in gara secca, visto l'impossibilità di ospitare in sicurezza il ritorno.
| Squadra 1              | Totale | Squadra 2        | Andata | Ritorno |
| ---------------------- | ------ | ---------------- | ------ | ------- |
| HB Esch                | 30–33  | Pfadi Winterthur | 0-0    | 30-33   |
| ØIF Arendal            | 0–20   | IFK Kristiansad  | 0-10   | 0-10    |
| KS Azoty-Pulawy SA     | 20–0   | Haslum HK        | 10-0   | 10-0    |
| Valur                  | 0–20   | TTH Holstebro    | 0-10   | 0-10    |
| PAUC                   | 25–30  | Bidasoa Irun     | 0-0    | 25-30   |
| HEDO-B. Braun Gyöngyös | 58–46  | HC Butel Skopje  | 34-21  | 24-25   |
| Skjern Handbold        | 53–51  | HK Malmö         | 27-26  | 26-25   |
| SL Benfica             | 62–64  | Fivers           | 28-26  | 34-38   |
| SKA Minsk              | 50–56  | HC CSKA          | 25-25  | 25-31   |
| Potaissa Turda         | 56–53  | HRK Gorica       | 24-26  | 32-27   |
| Dobrogea Sud Constanta | 54–45  | HC Victor        | 26-18  | 28-27   |
| Kriens-Luzern          | 57–46  | RK Dubrava       | 29-27  | 28-19   |
| HC Metalurg            | 59–57  | Spacva Vinkovci  | 35-28  | 24-29   |
| Belenenses             | 49–56  | Trimo Trenbje    | 23-28  | 26-28   |
| Bjerringbro-Silkeborg  | 57–51  | Melsungen        | 31-27  | 26-24   |

## Round 2
A seguire vi è il Round 2, dove partecipano 26 squadre.
Le squadre sorteggiate per prime disputano gli incontri di andata in casa. Alcune squadre accettano di giocare sia l'andata che il ritorno nella stessa sede. 
Il 29 settembre, tramite comunicato stampa, l'EHF sancisce l'eliminazione del BM Benidorm a causa dell'impossibilità del club spagnolo di viaggiare al di fuori della Spagna per la partita di ritorno contro gli austriaci del Fivers, nonostante il club iberico avesse vinto il match d'andata.
La gara tra gli sloveni del Trimo Trebnje e gli ungheresi del Balatonfüredi si è giocata in gara secca.
| Squadra 1              | Totale | Squadra 2          | Andata | Ritorno |
| ---------------------- | ------ | ------------------ | ------ | ------- |
| TTH Holstebro          | 49–54  | Rhein-Neckar Löwen | 22-28  | 27-26   |
| Skjern Handbold        | 60–63  | Montpellier HB     | 31-30  | 29-33   |
| Trimo Trebnje          | 23–22  | Balatonfüredi KSE  | 23-22  | 0-0     |
| KS Azoty-Pulawy SA     | 46–49  | IFK Kristiansad    | 24-25  | 22-24   |
| HEDO-B. Braun Gyöngyös | 47–61  | Füchse Berlin      | 23-25  | 24-36   |
| HC Metalurg            | 47–46  | Kriens-Luzern      | 26-24  | 21-22   |
| Dobrogea Sud Constanta | 48–49  | Sporting CP        | 27-27  | 21-22   |
| GOG                    | 68–55  | Pfadi Winterthur   | 33-24  | 35-31   |
| BM Benidorm            | 34–41  | Fivers             | 34-31  | 0-10    |
| Bjerringbro-Silkeborg  | 50–55  | HC CSKA            | 26-23  | 24-32   |
| Bidasoa Irun           | 54–56  | RK Nexe            | 30-27  | 24-29   |
| Potaissa Turda         | 62–66  | Fenix Toulouse     | 35-35  | 27-31   |

## Fase a gironi

### Sorteggi e formula
Le 24 squadre qualificate alla fase a gironi sono state raggruppate in 6 fasce per il sorteggio in base al ranking.
Le squadre della stessa nazione non saranno sorteggiate nello stesso girone.
I criteri da seguire in caso di arrivo a pari punti sono:
- punti ottenuti negli scontri diretti;
- differenza reti negli scontri diretti;
- maggior numero di reti segnate negli scontri diretti;
- differenza reti generale;
- maggior numero di reti segnate in generale.

Qualora questi criteri non soddisfino una squadra si procederà con l'estrazione a sorte, nella sede dell'EHF a Vienna davanti ai responsabili di ogni squadra.

### Fasce d'estrazione
Il sorteggio per i gironi si è tenuto nella sede EHF a Vienna, il 2 ottobre 2020.
| Prima fascia                                                          | Seconda fascia                                                          | Terza fascia                                                          | Quarta fascia                                                  | Quinta fascia                  | Sesta fascia                                      |
| --------------------------------------------------------------------- | ----------------------------------------------------------------------- | --------------------------------------------------------------------- | -------------------------------------------------------------- | ------------------------------ | ------------------------------------------------- |
| ABANCA Ademar Leon SC Magdeburg USAM Nîmes Gard Grundfos Tatabanya KC | ORLEN Wisła Plock CS Dinamo Bucureşti Kadetten Schaffhausen Alingsas HK | HC Eurofarm Pelister Chekhovskie Medvedi TATRAN Presov Beşiktaş Aygaz | Fenix Toulouse Montpellier HB Füchse Berlin Rhein-Neckar Löwen | Fivers RK Nexe GOG Sporting CP | HC Metalurg Trimo Trebnje IFK Kristiansad HC CSKA |

### Girone A
|  | Pos. | Squadra             | Pt | G  | V | N | S | GF  | GS  | D   | Note             |
|  | ---- | ------------------- | -- | -- | - | - | - | --- | --- | --- | ---------------- |
|  | 1.   | ORLEN Wisła Plock   | 16 | 10 | 8 | 0 | 2 | 297 | 242 | +55 | Ottavi di finale |
|  | 2.   | ABANCA Ademar Leon  | 14 | 10 | 5 | 4 | 1 | 307 | 296 | +11 | Ottavi di finale |
|  | 3.   | Chekhovskie Medvedi | 14 | 10 | 7 | 0 | 3 | 301 | 264 | +37 | Ottavi di finale |
|  | 4.   | Fivers              | 6  | 10 | 2 | 2 | 6 | 301 | 311 | -10 | Ottavi di finale |
|  | 5.   | Fenix Toulouse      | 6  | 10 | 2 | 2 | 6 | 227 | 250 | -23 |                  |
|  | 6.   | HC Metalurg         | 4  | 10 | 1 | 2 | 7 | 259 | 329 | -70 |                  |

|                     | AAL   | FT    | FIV   | CM    | MET   | OWP   |
| ------------------- | ----- | ----- | ----- | ----- | ----- | ----- |
| ABANCA Ademar Leon  | ––––  | 26-26 | 30-28 | 33-32 | 41-32 | 32-27 |
| Fenix Toulouse      | 28-28 | ––––  | 29-25 | 29-32 | 33-29 | 25-26 |
| Fivers              | 33-33 | 37-32 | ––––  | 30-32 | 45-30 | 22-30 |
| Chekhovskie Medvedi | 32-27 | 10-0  | 30-25 | ––––  | 40-27 | 27-28 |
| Metalurg            | 27-27 | 10-0  | 33-33 | 32-37 | ––––  | 19-38 |
| ORLEN Wisła Plock   | 29-22 | 27-25 | 32-23 | 25-27 | 35-20 | ––––  |

### Girone B
|  | Pos. | Squadra             | Pt | G  | V | N | S | GF  | GS  | D   | Note Ottavi di finale |
|  | ---- | ------------------- | -- | -- | - | - | - | --- | --- | --- | --------------------- |
|  | 1.   | Füchse Berlin       | 14 | 10 | 6 | 2 | 2 | 247 | 223 | +24 | Ottavi di finale      |
|  | 2.   | USAM Nîmes Gard     | 12 | 10 | 5 | 2 | 3 | 279 | 263 | +16 | Ottavi di finale      |
|  | 3.   | IFK Kristiansad     | 11 | 10 | 5 | 1 | 4 | 273 | 276 | -3  | Ottavi di finale      |
|  | 4.   | Sporting CP         | 10 | 10 | 5 | 0 | 5 | 244 | 241 | +3  | Ottavi di finale      |
|  | 5.   | CS Dinamo Bucureşti | 7  | 10 | 3 | 1 | 6 | 279 | 298 | -19 |                       |
|  | 6.   | TATRAN Prešov       | 6  | 10 | 3 | 0 | 7 | 233 | 254 | -21 |                       |

|                 | FB    | NIM   | KRI   | SCP   | DB    | TP    |
| --------------- | ----- | ----- | ----- | ----- | ----- | ----- |
| Füchse Berlin   | ––––  | 34-34 | 30-23 | 29-19 | 33-29 | 35-27 |
| USAM Nimes      | 22-24 | ––––  | 24-25 | 27-24 | 32-29 | 25-20 |
| Kristiansad     | 23-36 | 30-30 | ––––  | 27-32 | 31-22 | 32-25 |
| Sporting CP     | 10-0  | 26-30 | 27-26 | ––––  | 31-32 | 27-21 |
| Dinamo Bucarest | 26-26 | 29-27 | 28-29 | 25-27 | ––––  | 32-30 |
| TARTAN Prešov   | 10-0  | 22-28 | 22-27 | 24-21 | 32-27 | ––––  |

### Girone C
|  | Pos. | Squadra        | Pt | G  | V | N | S  | GF  | GS  | D    | Note             |
|  | ---- | -------------- | -- | -- | - | - | -- | --- | --- | ---- | ---------------- |
|  | 1.   | SC Magdeburg   | 18 | 10 | 9 | 0 | 1  | 321 | 230 | +91  | Ottavi di finale |
|  | 2.   | HC CSKA        | 14 | 10 | 7 | 0 | 3  | 263 | 219 | +44  | Ottavi di finale |
|  | 3.   | Montpellier HB | 12 | 10 | 6 | 0 | 4  | 231 | 197 | +34  | Ottavi di finale |
|  | 4.   | RK Nexe        | 10 | 10 | 5 | 0 | 5  | 269 | 284 | -15  | Ottavi di finale |
|  | 5.   | Alingsås HK    | 6  | 10 | 3 | 0 | 7  | 262 | 304 | -42  |                  |
|  | 6.   | Beşiktaş Aygaz | 0  | 10 | 0 | 0 | 10 | 238 | 350 | -112 |                  |

|             | MAG   | MON   | CSK   | NEX   | ALI   | BES   |
| ----------- | ----- | ----- | ----- | ----- | ----- | ----- |
| Magdeburg   | ––––  | 10-0  | 37-30 | 28-23 | 36-21 | 41-22 |
| Montpellier | 30-32 | ––––  | 0-10  | 37-25 | 32-21 | 40-16 |
| CSKA        | 27-35 | 10-0  | ––––  | 29-18 | 28-27 | 32-24 |
| Nexe        | 24-32 | 22-23 | 32-31 | ––––  | 35-30 | 32-26 |
| Alingsås    | 30-29 | 25-33 | 23-31 | 23-27 | ––––  | 30-29 |
| Beşiktaş    | 23-41 | 26-36 | 23-35 | 25-31 | 24-32 | ––––  |

### Girone D
|  | Pos. | Squadra               | Pt | G  | V | N | S  | GF  | GS  | D   | Note             |
|  | ---- | --------------------- | -- | -- | - | - | -- | --- | --- | --- | ---------------- |
|  | 1.   | Rhein-Neckar Löwen    | 17 | 10 | 8 | 1 | 1  | 296 | 256 | +40 | Ottavi di finale |
|  | 2.   | Kadetten Schaffhausen | 14 | 10 | 6 | 2 | 2  | 261 | 251 | +10 | Ottavi di finale |
|  | 3.   | GOG                   | 12 | 10 | 6 | 0 | 4  | 306 | 305 | +1  | Ottavi di finale |
|  | 4.   | Eurofarm Pelister     | 11 | 10 | 5 | 1 | 4  | 244 | 237 | +7  | Ottavi di finale |
|  | 5.   | Trimo Trebnje         | 6  | 10 | 3 | 0 | 7  | 250 | 273 | -23 |                  |
|  | 6.   | Grundfos Tatabanya    | 0  | 10 | 0 | 0 | 10 | 263 | 298 | -35 |                  |

|                       | RNL   | GOG   | KS    | EP    | TT    | GT    |
| --------------------- | ----- | ----- | ----- | ----- | ----- | ----- |
| Rehin-Neckar Löwen    | ––––  | 32-24 | 30-30 | 28-20 | 31-28 | 37-30 |
| GOG                   | 32-37 | ––––  | 34-28 | 30-29 | 32-31 | 30-28 |
| Kadetten Schaffhausen | 27-34 | 29-28 | ––––  | 29-26 | 24-21 | 27-23 |
| Eurofarm Pelister     | 10-0  | 32-31 | 25-25 | ––––  | 33-26 | 21-19 |
| Trimo Trebnje         | 29-35 | 27-30 | 0-10  | 28-24 | ––––  | 32-28 |
| Grundfos Tatabanya    | 26-32 | 32-35 | 30-32 | 21-24 | 26-28 | ––––  |

## Ottavi di finale
| Squadra 1           | Totale | Squadra 2            | Andata | Ritorno |
| ------------------- | ------ | -------------------- | ------ | ------- |
| GOG                 | 68–61  | CSKA                 | 33–31  | 35–30   |
| Sporting CP         | 53–54  | ORLEN Wisła Płock    | 25–29  | 28–25   |
| Montpellier         | 59–53  | Kadetten Scaffhausen | 27–27  | 32-25   |
| Fivers              | 27–45  | Füchse Berlin        | 27–35  | 0–10    |
| Kristiansad         | 68–58  | ABANCA Ademar Léon   | 34–27  | 34–31   |
| Eurofarm Pelister   | 48–67  | Magdeburg            | 24–32  | 24–35   |
| Chekhovskie Medvedi | 54–49  | USAM Nîmes           | 30–25  | 24–24   |
| Nexe                | 52–54  | Rhein-Neckar Löwen   | 25–27  | 27–27   |

## Quarti di finale
| Squadra 1           | Totale | Squadra 2          | Andata | Ritorno |
| ------------------- | ------ | ------------------ | ------ | ------- |
| GOG                 | 56–58  | ORLEN Wisła Płock  | 30–27  | 26–31   |
| Montpellier         | 55–60  | Füchse Berlin      | 32–29  | 23–31   |
| Kristiansad         | 59–73  | Magdeburg          | 28–34  | 31–39   |
| Chekhovskie Medvedi | 60–69  | Rhein-Neckar Löwen | 33–32  | 27–37   |

## Final4

### Semifinali
| Arbitri: | Santos Fonseca |

|             |           |                    |
| Magnússon 6 | Marcatori | Szita, Krajewski 7 |

| Arbitri: | Brkic Jusufhodzic |

|             |           |              |
| Tollbring 7 | Marcatori | Andersson 11 |

### Finale 3º posto
| Arbitri: | Biro Kiss |

|                    |           |              |
| Szita, Krajewski 6 | Marcatori | Tollbring 11 |

### Finale
| Arbitri: | Nikolić Stojković |

|                     |           |            |
| Magnússon, Hornke 7 | Marcatori | Lindberg 8 |